# Noah Ngeny
Noah Kiprono Ngeny, né le 2 novembre 1978 à Eldoret dans la Vallée du Rift, est un athlète kényan pratiquant le demi-fond.

## Biographie
Après avoir couru comme lièvre d'Hicham El Guerrouj lors des meetings, en particulier lorsque celui-ci a battu le record du monde du 1 500 m, le 14 juillet 1998 à Rome, il obtient une médaille d'argent lors de ses premiers grands championnats lors des Championnats du monde d'athlétisme 1999 derrière El Guerrouj. Bien que toujours battu lorsqu'ils se rencontrent, il devient son principal rival.

Mais, l'année suivante, il profite de sa belle pointe de vitesse pour causer la plus grande surprise des Jeux olympiques d'été de 2000 de Sydney, battant El Guerrouj dans la dernière ligne droite.
En novembre 2001 il est victime d'un accident de voiture, qui lui laissera une blessure persistante à la hanche. Il ne retrouvera jamais son niveau, échouant par exemple lors des sélections kényanes 2004 à se qualifier pour les Jeux olympiques d'été de 2004 pour pouvoir y défendre son titre. Il annonce sa retraite en 2006, à 28 ans.

## Palmarès
- Jeux olympiques d'été
  -  médaille d'or sur 1 500 mètres aux Jeux olympiques d'été de 2000 à Sydney
- Championnats du monde d'athlétisme
  -  médaille d'argent sur 1 500 mètres aux Championnats du monde d'athlétisme 1999 de Séville
  -  médaille de bronze aux mondiaux en salle de 2001
- autres
  - record du monde du 1 000 mètres depuis le 5 septembre 1999